# Sergio Giordani (regista)
Sergio Giordani (Roma, 13 agosto 1929 – Roma, 10 settembre 2006) è stato un regista e giornalista italiano.

## Biografia
Figlio di Igino Giordani e fratello di Brando Giordani, si è diplomato presso il Centro sperimentale di cinematografia a Roma nel 1952 con Alessandro Blasetti e Roberto Rossellini.
Per il cinema ha realizzato, con il fratello Brando ed Enzo Biagi, il documentario Italia proibita (1963), mentre per la televisione, fin dai suoi inizi, inchieste, documentari e film per i servizi giornalistici della Rai (Sette giorni in Parlamento, TV7), per i programmi culturali (Linea contro Linea, Odeon, Variety, Italia sera) e per il settore spettacolo: per la serie Storie e Leggende popolari della terza rete Rai diresse i telefilm La scoperta dell'America che gli valse il premio Maschera d'oro, Mamma 'li Turchi e San Benedetto, per il quale gli fu assegnato il Premio della stampa cattolica "Navicella d'oro".
Dimostrò il suo grande interesse per una serie di inchieste-documentari che si sviluppavano in molte puntate. Negli anni settanta nacquero così le otto puntate de L'uomo e la magia che gli valse il premio internazionale Ondas e le tredici puntate di Russia allo specchio, viaggio inchiesta sull'Unione sovietica.
Negli anni novanta scrisse e diresse Cina allo specchio, in cui l'esperienza si ripeteva con cinque puntate girate in un continente poco esplorato dal giornalismo d'inchiesta e nel 2000 ideò, scrisse e diresse Il ritorno degli dei, viaggio in cinque puntate in India, Giappone, Sri Lanka, Francia, Italia e Stati Uniti d'America, alla ricerca dell'incontro fra la spiritualità occidentale e quella orientale.
Nel 2007 è uscito a cura della Città Nuova Editrice il libro "Caro papà" sottotitolo Vita in famiglia con Igino Giordani, nel quale Sergio Giordani racconta episodi della sua adolescenza legati al padre Igino, giornalista, scrittore, politico, deputato alla Costituente, cofondatore del Movimento dei Focolari, per il quale la Chiesa cattolica ha istruito un processo di beatificazione.